# St. Andreas (Herrnwahlthann)

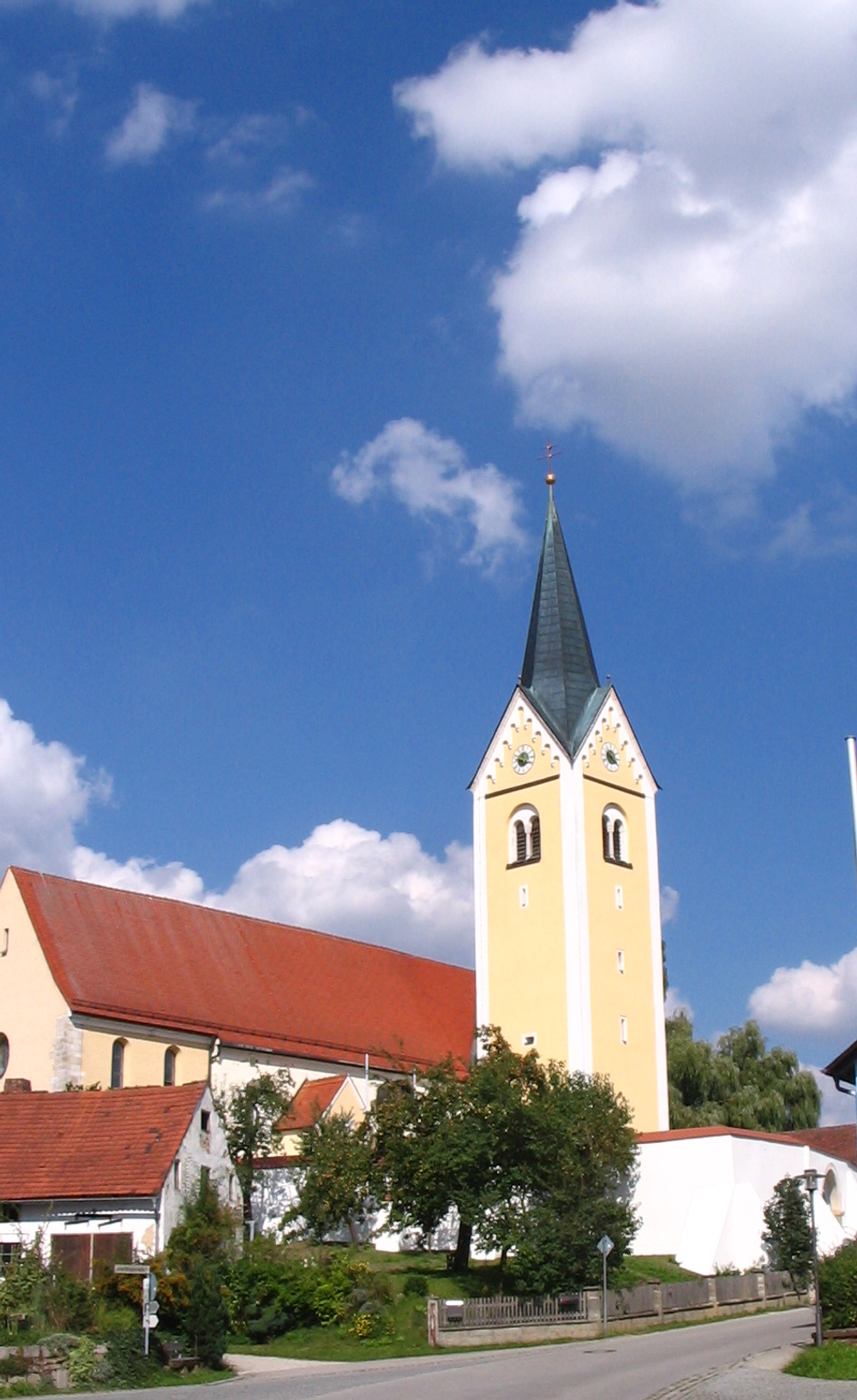
Pfarrkirche St. Andreas

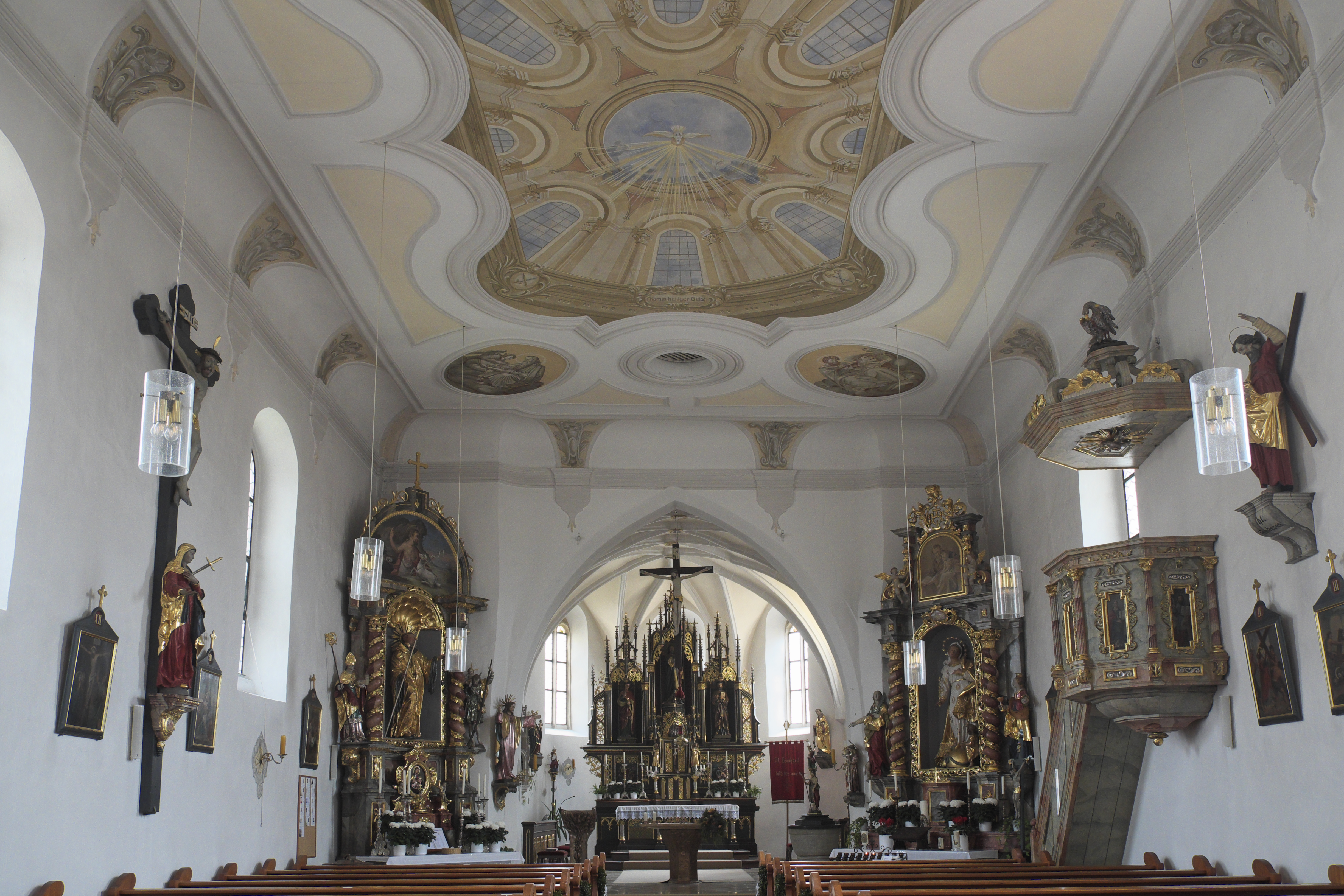
Innenansicht

Die katholische Pfarrkirche St. Andreas in Herrnwahlthann, einem Gemeindeteil der Gemeinde Hausen im niederbayerischen Landkreis Kelheim, ist im Kern ein romanischer Kirchenbau. Der Chor und der Glockenturm sind im Stil der Spätgotik errichtet, das Langhaus wurde in späterer Zeit mehrfach verändert. Die dem Apostel Andreas (Gedenktag: 30. November) geweihte Kirche gehört zu den geschützten Baudenkmälern in Bayern.

## Geschichte
Bei den 1982 durchgeführten archäologischen Grabungen konnten zwei nach dem 10. Jahrhundert errichtete Vorgängerbauten nachgewiesen werden. Urkundlich erwähnt ist die Herrnwahlthanner Kirche für das Jahr 1070, als sie durch eine Schenkung des Burggrafen Heinrich von Regensburg mit dem Gut Herrnwahl an das Benediktinerkloster Sankt Emmeram in Regensburg kam.
Das spätromanische Langhaus wurde Ende des 12. Jahrhunderts errichtet. Gegen Ende des 15. Jahrhunderts ersetzte man die romanische Apsis durch den spätgotischen Chor, an dessen Südseite der Turm angebaut wurde. Im späten 19. Jahrhundert wurden im Stil der Neuromanik das Kreuzrippengewölbe im Turmuntergeschoss eingezogen und das Glockengeschoss einschließlich des Spitzhelms erneuert. Im Jahr 1938 wurde das Langhaus nach Plänen von Heinrich Hauberrisser (1872–1945) um zwei Achsen erweitert.

## Architektur

### Außenbau
Im südlichen Chorwinkel steht der quadratische Turm, dessen oberstes, mit einem Spitzhelm über Dreiecksgiebeln bekröntes Geschoss im 19. Jahrhundert aufgebaut wurde. Das Glockengeschoss wird von gekuppelten Klangarkaden durchbrochen. Das einschiffige Langhaus wird von einem Satteldach gedeckt. Die Fenster wurden im 17./18. Jahrhundert vergrößert.

### Portal

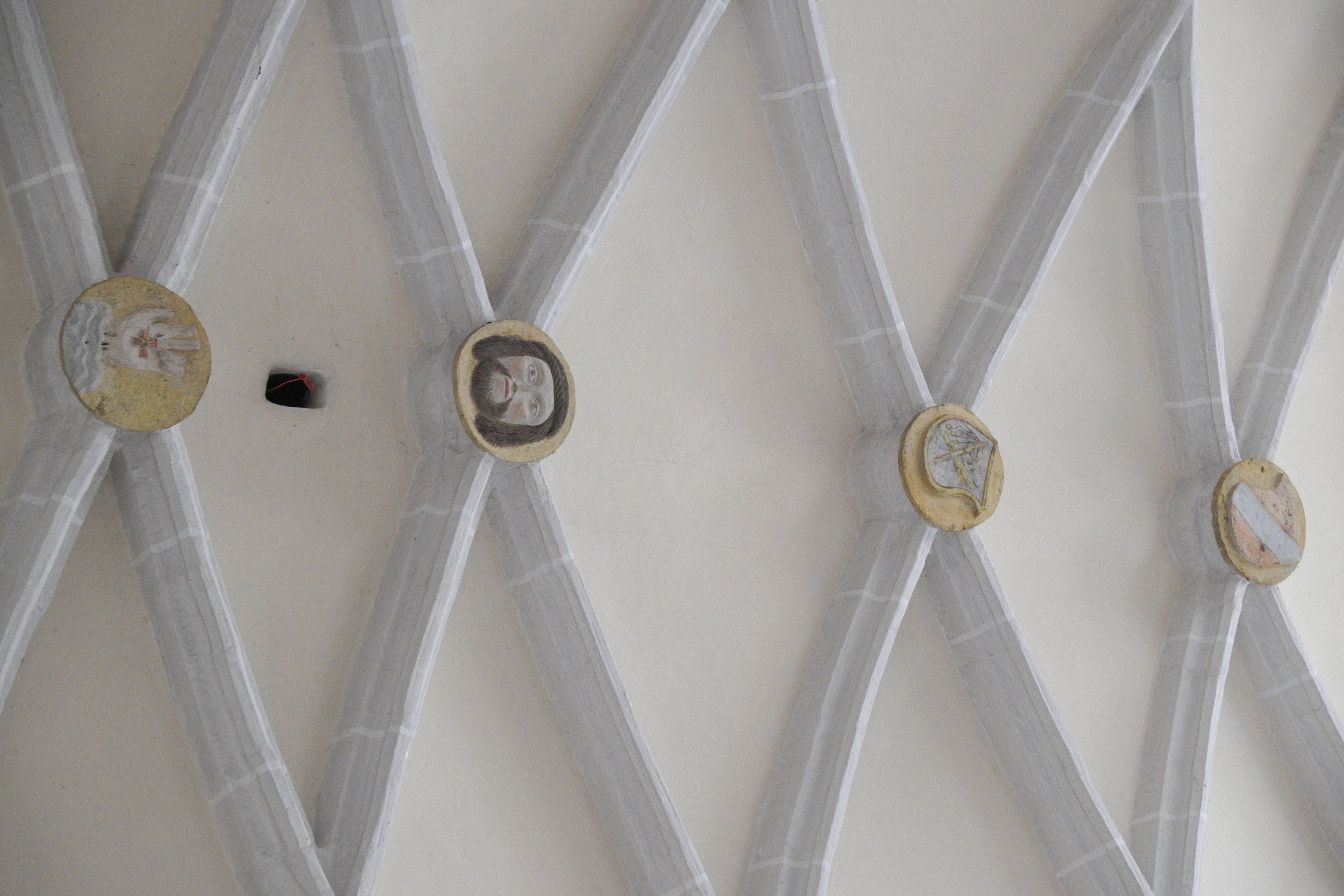
Netzrippengewölbe mit Schlusssteinen im Chor

In das in barocker Zeit angebaute Vorzeichen an der Südseite des Langhauses ist das ursprüngliche romanische Portal integriert. Das zweifach gestufte Portal wird von Pfeilern mit eingestellten Säulen gerahmt, die Bogenläufe sind mit schlichten Rundstäben verziert. An der Außenmauer sind in Sockelhöhe des Portals auf beiden Seiten Halbfigurenreliefs angebracht.

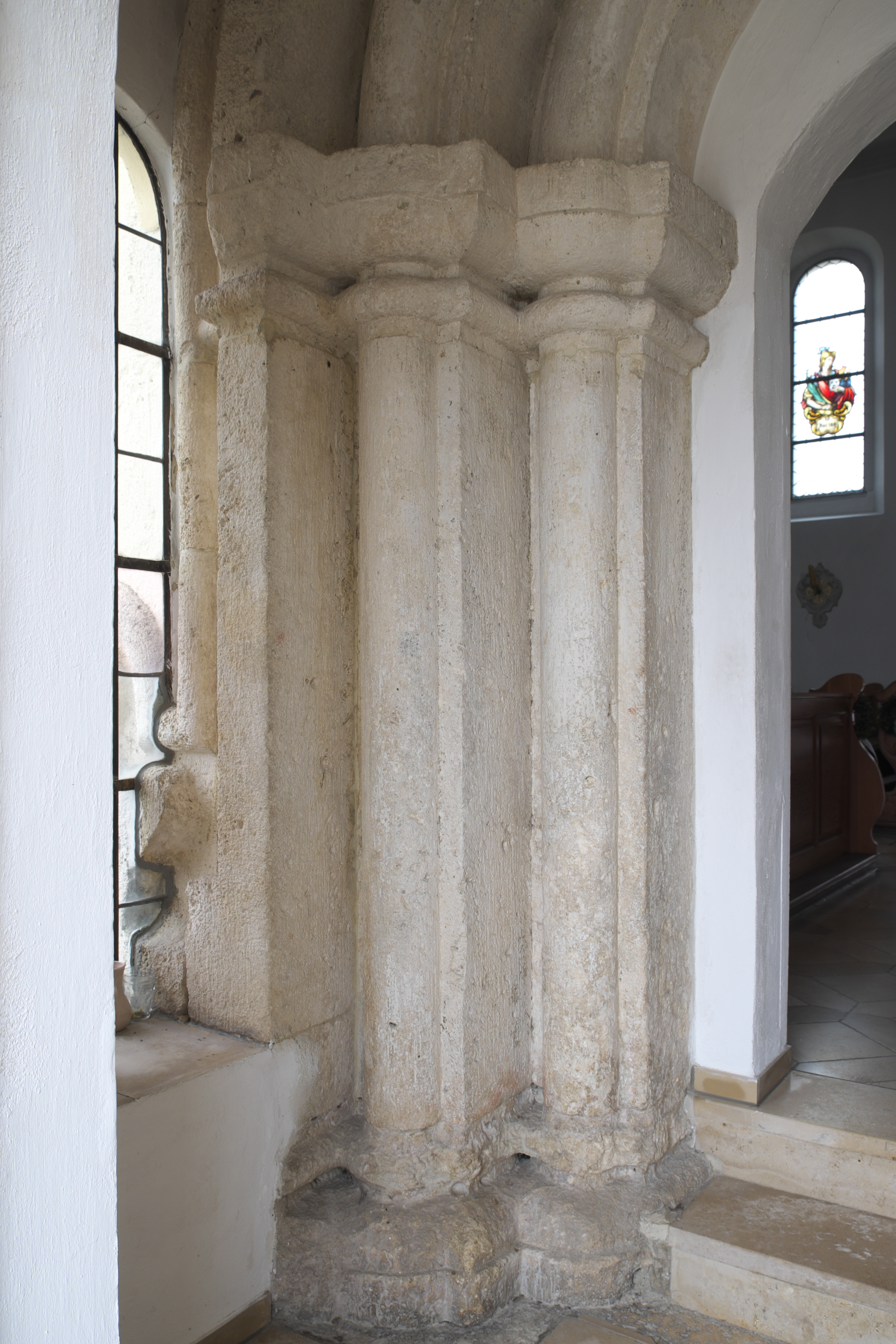
Romanisches Portal, Pfeiler mit eingestellten Säulen
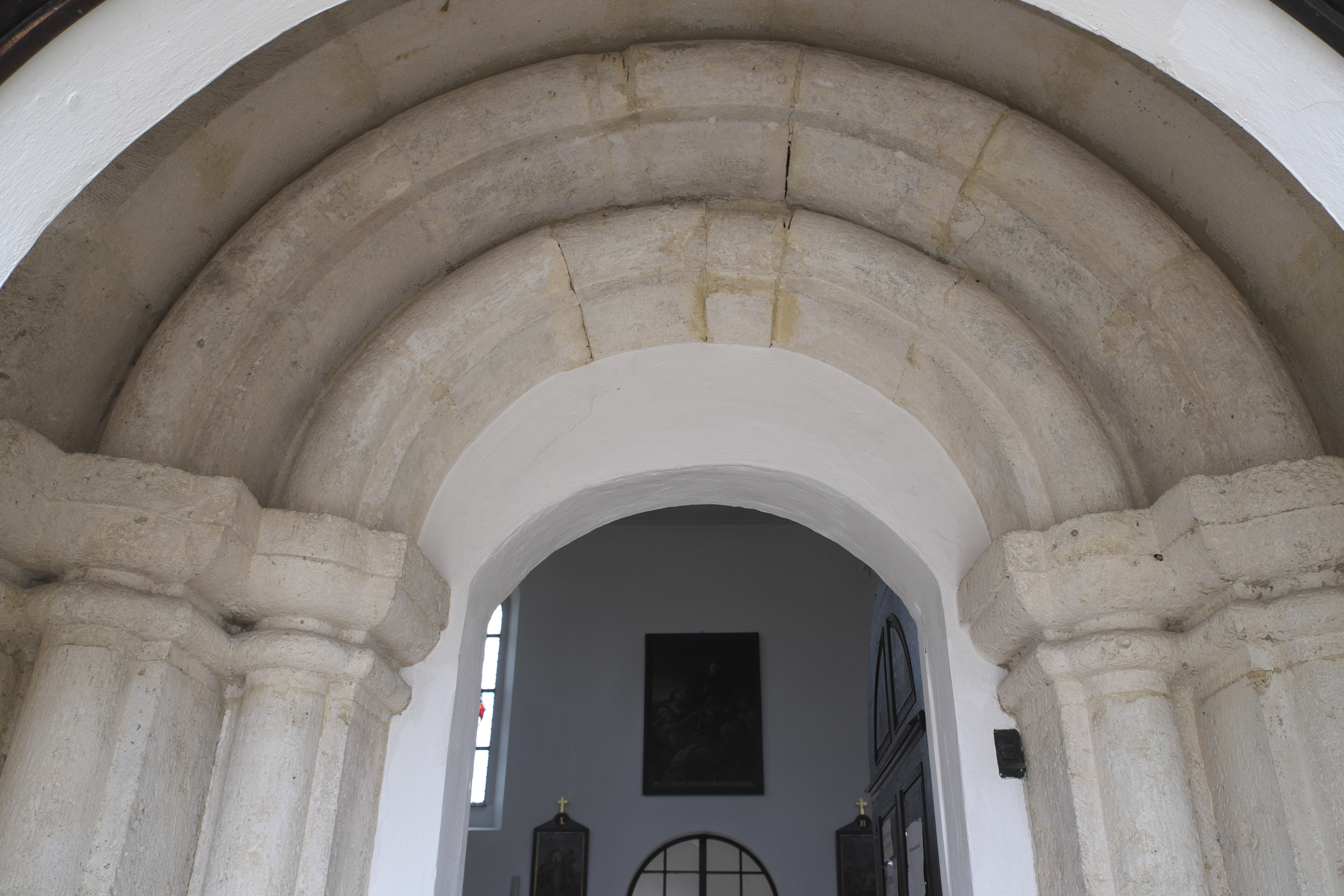
Archivolten
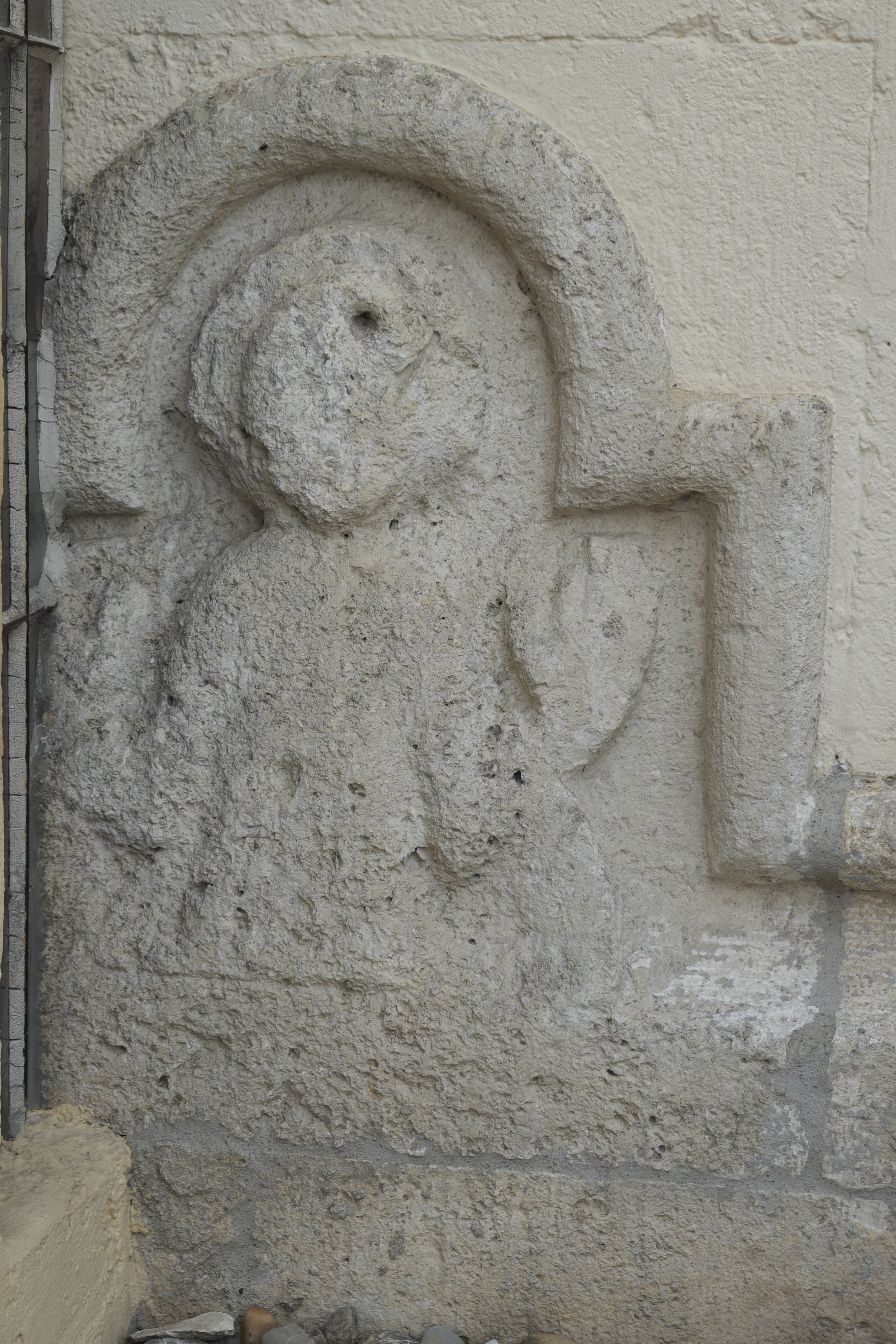
Relief an der Außenmauer
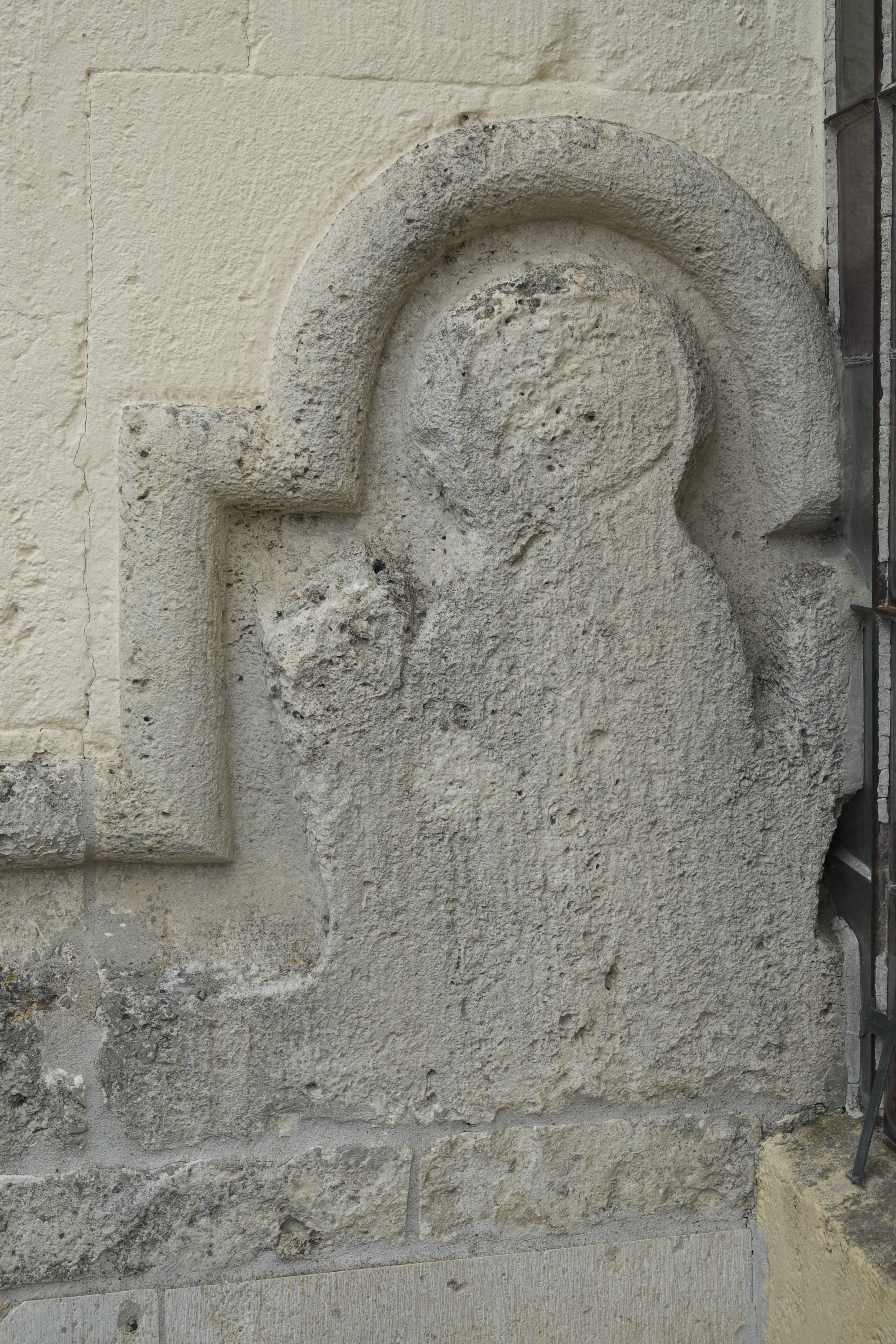
Relief an der Außenmauer

### Innenraum
Der Innenraum, ein flachgedeckter Saal, wurde in barocker Zeit und später mehrfach verändert. Das umlaufende Gesims stammt vermutlich wie der Rahmenstuck aus dem Ende des 17. Jahrhunderts. Die Deckenbilder wurden 1939 von Walter Scheidemantel ausgeführt.
Der spätgotische Chor, zu dem ein spitzer Chorbogen führt, ist leicht eingezogen und weist einen Fünfachtelschluss auf. Er ist in drei Joche gegliedert und wird von einem Netzrippengewölbe mit Schlusssteinen gedeckt. Die Schlusssteine sind mit Wappen verziert, auf einem ist das Lamm Gottes dargestellt, auf einem anderen das Antlitz Jesu.
Im Kirchenschiff und an der Südwand des Chors wurden Reste spätgotischer Fresken freigelegt.

## Ausstattung

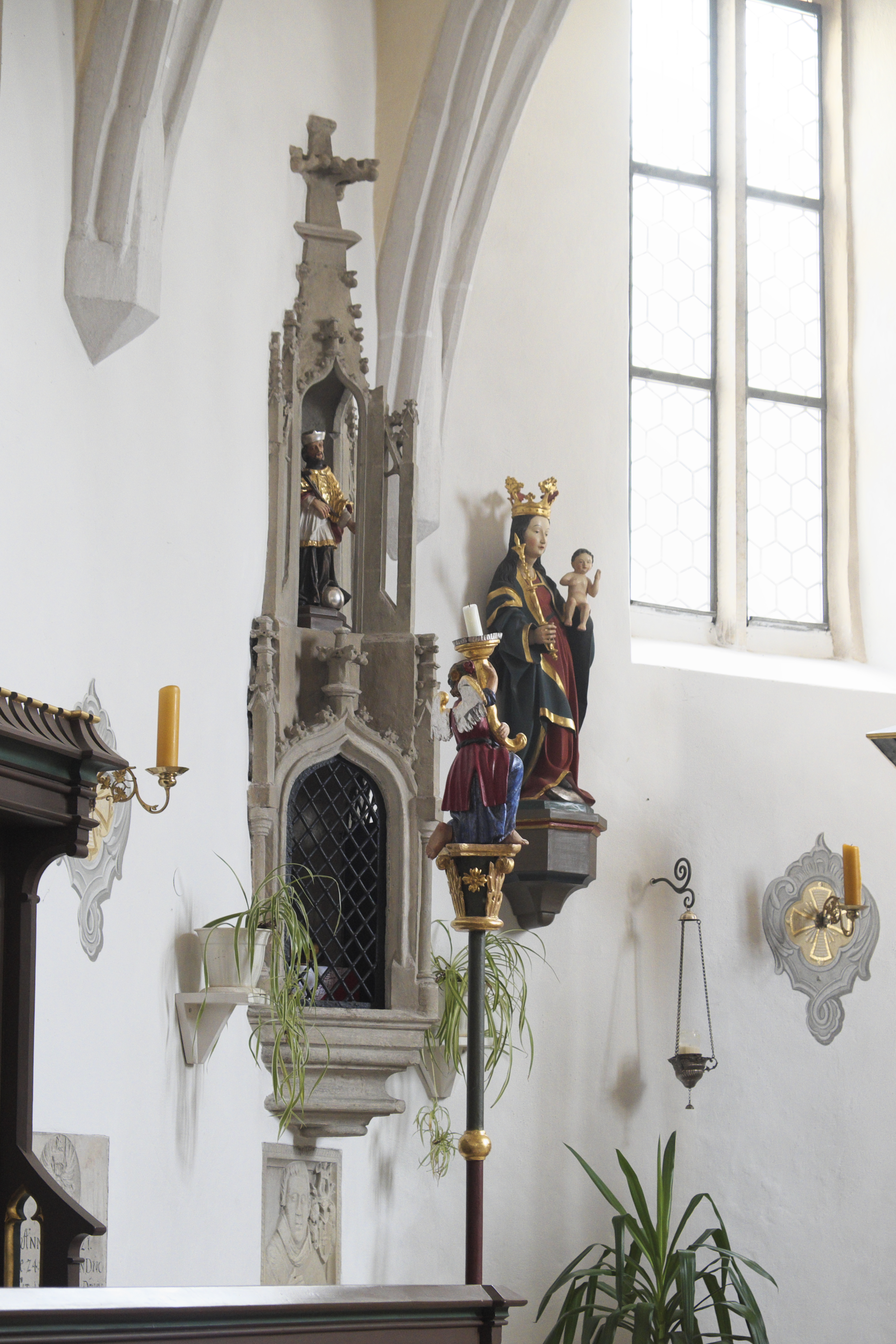
Sakramentshaus, darunter Epitaph

- Der neugotische Hochaltar mit den Figuren der Apostel Johannes, Petrus und des Kirchenpatrons Andreas ist eine Arbeit aus dem Ende des 19. Jahrhunderts.
- Der nördliche Seitenaltar mit der Figur des heiligen Leonhard von Limoges wurde um 1700 geschaffen, der Altarauszug mit einem Gemälde Johannes des Täufers wurde vermutlich im 19. Jahrhundert verändert. Die beiden Assistenzfiguren, der heilige Wolfgang von Regensburg (links) und der heilige Christophorus (rechts), werden in die Mitte des 18. Jahrhunderts datiert. Das Herz–Jesu–Relief auf der Altarmensa stammt aus der Mitte des 18. Jahrhunderts.
- Der südliche Seitenaltar wurde 1952 unter Verwendung älterer Teile angefertigt. Die fast lebensgroße Figur Marias als Immaculata ist eine Arbeit des Rokoko, der Putto zu ihren Füßen trägt ihre Krone. Aus der gleichen Zeit stammen auch die Figuren der heiligen Margareta und der heiligen Barbara.
- Die Kanzel ist eine Arbeit aus dem späten 17. Jahrhundert.
- Das spätgotische Sakramentshaus wird in die Zeit um 1500 datiert.
- Im Chor stehen die beiden Figuren, eine Madonna mit Kind aus der Zeit um 1480 und die Figur des heiligen Leonhard aus der Zeit um 1500.
- Das Taufbecken stammt vermutlich noch aus romanischer Zeit.

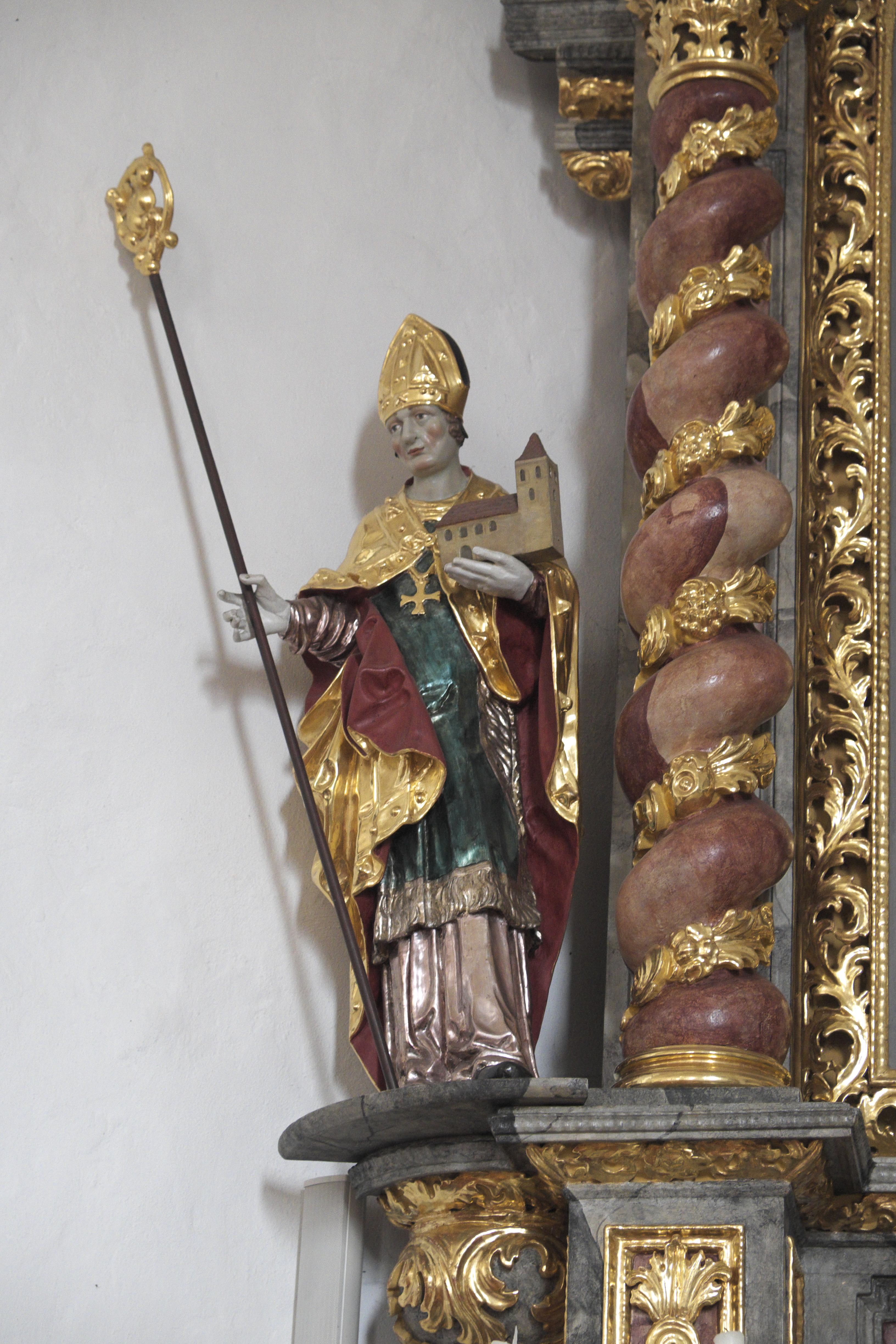
Nördlicher Seitenaltar, heiliger Wolfgang
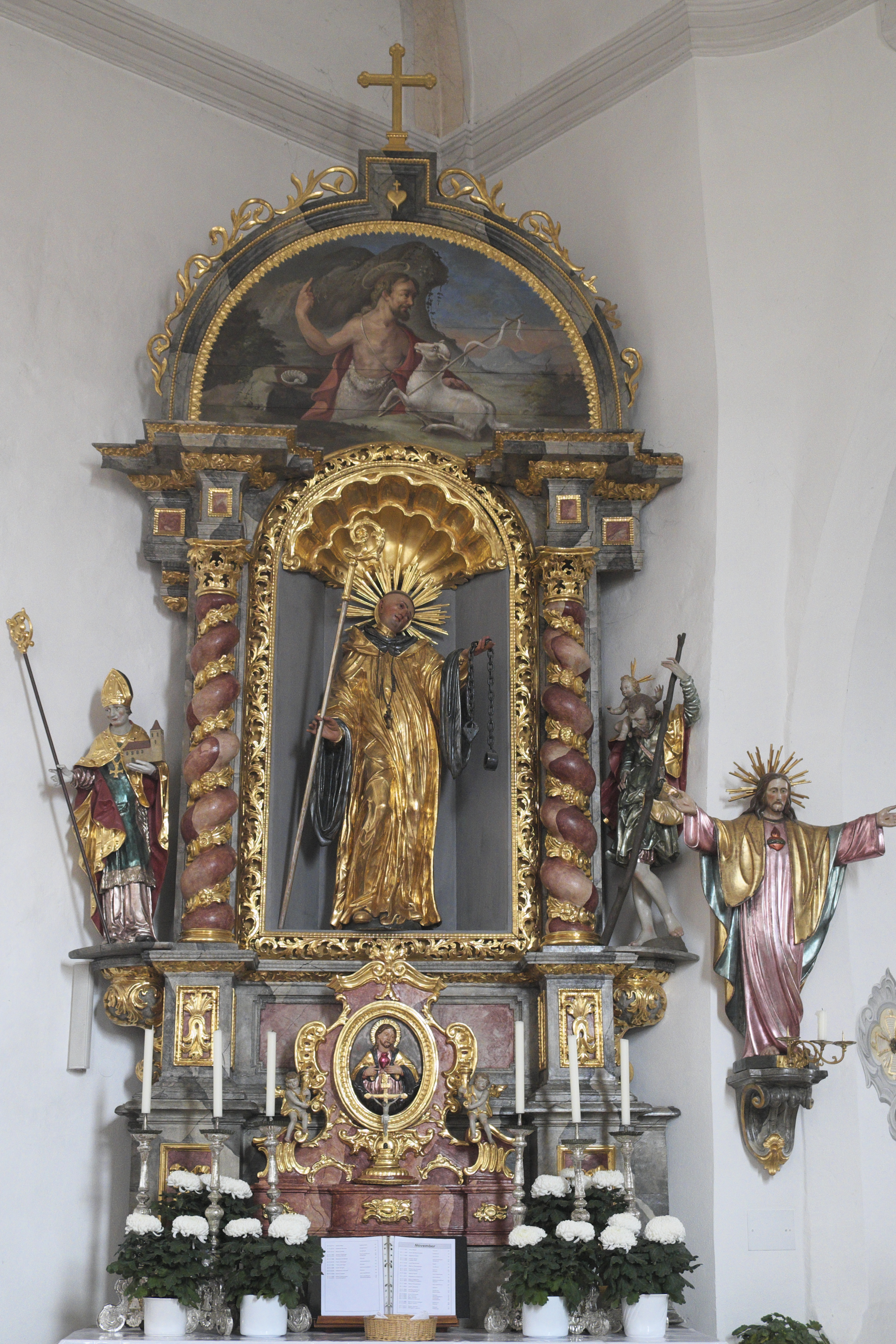
Nördlicher Seitenaltar
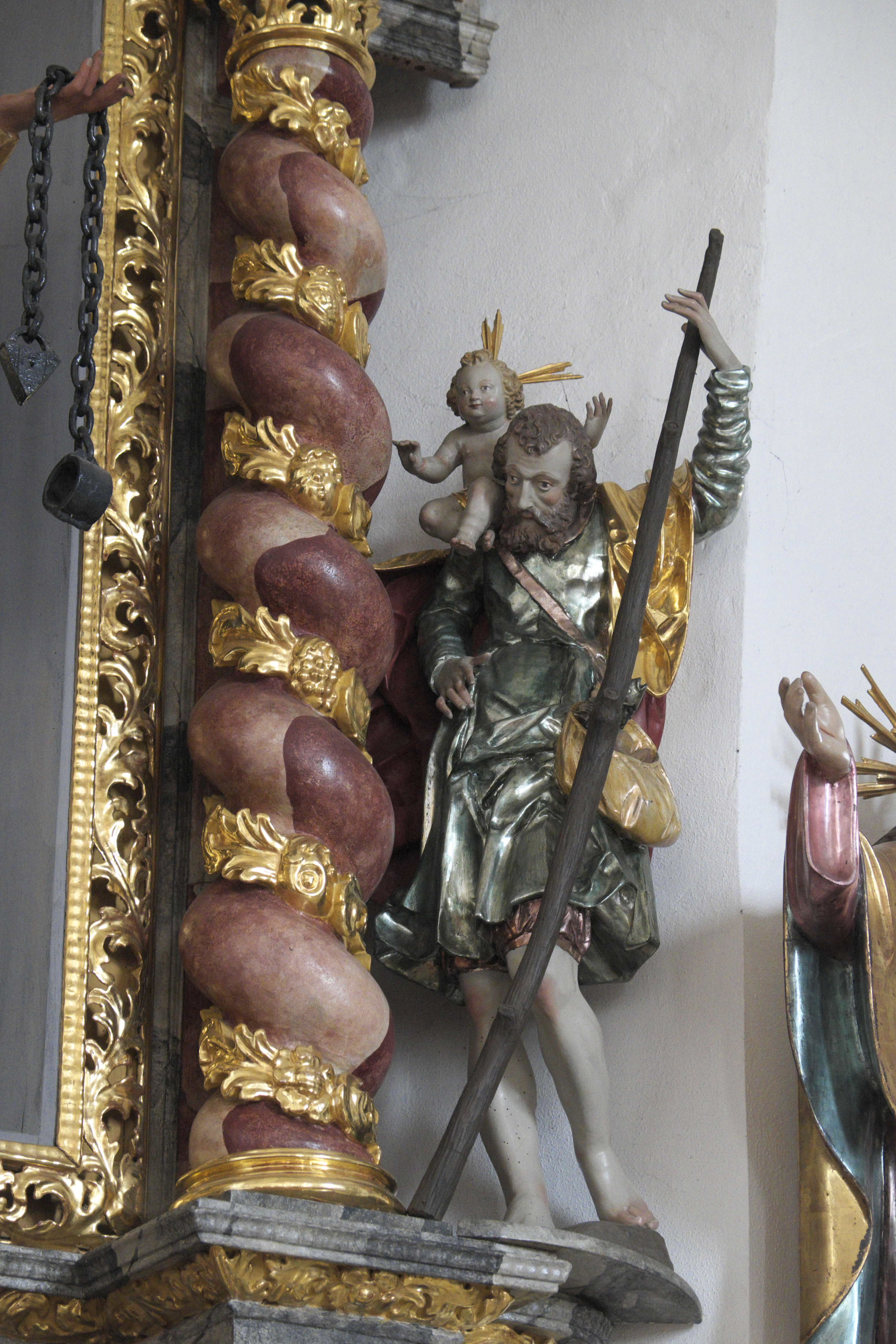
Nördlicher Seitenaltar, heiliger Christophorus
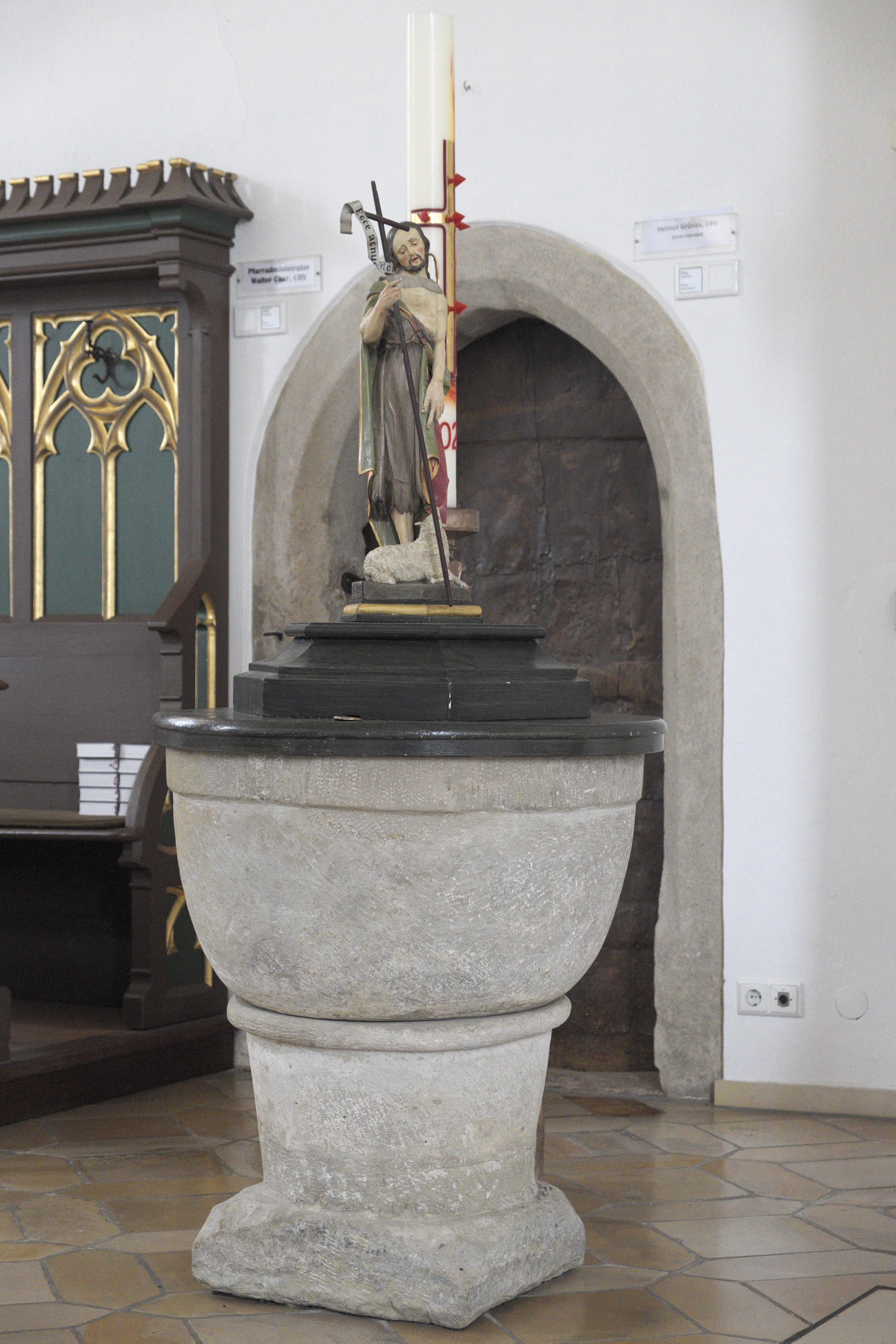
Taufbecken

## Epitaph
Unter dem Sakramentshaus ist ein Epitaph in die Wand eingemauert. Es erinnert an den Pfarrer Michael Pfaler († 1607), dessen Halbfigur als Relief in den Stein eingemeißelt ist.